# Baroa nigra
Baroa nigra là một loài bướm đêm thuộc phân họ Arctiinae, họ Erebidae.